# Skemman
Skemman és una biblioteca digital en línia de publicacions de recerca a Islàndia. La Biblioteca Nacional i Universitària d'Islàndia a Reykjavík opera actualment el dipòsit. A més, entre els col·laboradors de contingut hi ha la Universitat Agrícola d'Islàndia, la Universitat de Bifröst, la Universitat Hólar, l'Acadèmia de les Arts d'Islàndia, la Universitat de Reykjavík, la Universitat d'Akureyri i la Universitat d'Islàndia.